# 박철희 (1963년)
박철희(朴喆熙, 1963년~)는 대한민국의 외교관이다. 2024년부터 2025년까지 제27대 주일본 특명전권대사를 역임하였다.

## 약력
- 1960년 충청북도 충주시 출생
- 미국 컬럼비아 대학교서 '현대 일본정치연구' 연구
- 일본 세계평화연구소 객원연구원
- 일본 우정성 우정연구소 해외특별연구관
- 미국 컬럼비아 대학교 동아시아연구소 조교
- 일본 국립정책연구대학원 조교수
- 대한민국 외교안보연구원 교수
- 서울대학교 국제대학원 조교수, 일본연구소장, 국제대학원장
- 제24대 일본학회장
- 제30대 대통령직 인수위원회 외교안보분과 전문위원
- 국립외교원장
- 제27대 주일대사

### 국립외교원장 (2023~2024년)
중앙일보와의 인터뷰에서 밝히길, 원장실 내 가벽을 철거하고 원장실 문을 항상 열어두라는 게 취임 후 첫 지시였다고 한다. 또한 그는 6개 연구부와 6개 센터의 병렬 운영 구조에서 기존의 연구부를 개편하고 업무 연관성이 높은 센터를 산하로 두는 형식으로 구조를 개편하였다. 특히 그는 대한민국의 외교 지평을 한반도·동북아에서 벗어나 더 넓게 해야 한다고 강조하였다.
"한국의 외교는 말 그대로 글로벌 외교로 진화하고 있지만 연구 영역은 여전히 한반도와 동북아시아를 크게 벗어나지 못하고 있다. 중남미, 태평양도서국, 중앙아시아 등에 대한 외교의 중요성이 간과되면서 특히 대학이나 민간 기관에서는 연구 공백이 크다. 하지만 해당 지역이야말로 향후 전략적 중요성이 커지는 전략 지역이다....보는 시야를 넓혀야 한다....한국은 그간 한반도와 동북아에만 너무 갇혀 있었다."— 2023년 11월 중앙일보와의 인터뷰 중